# グループN

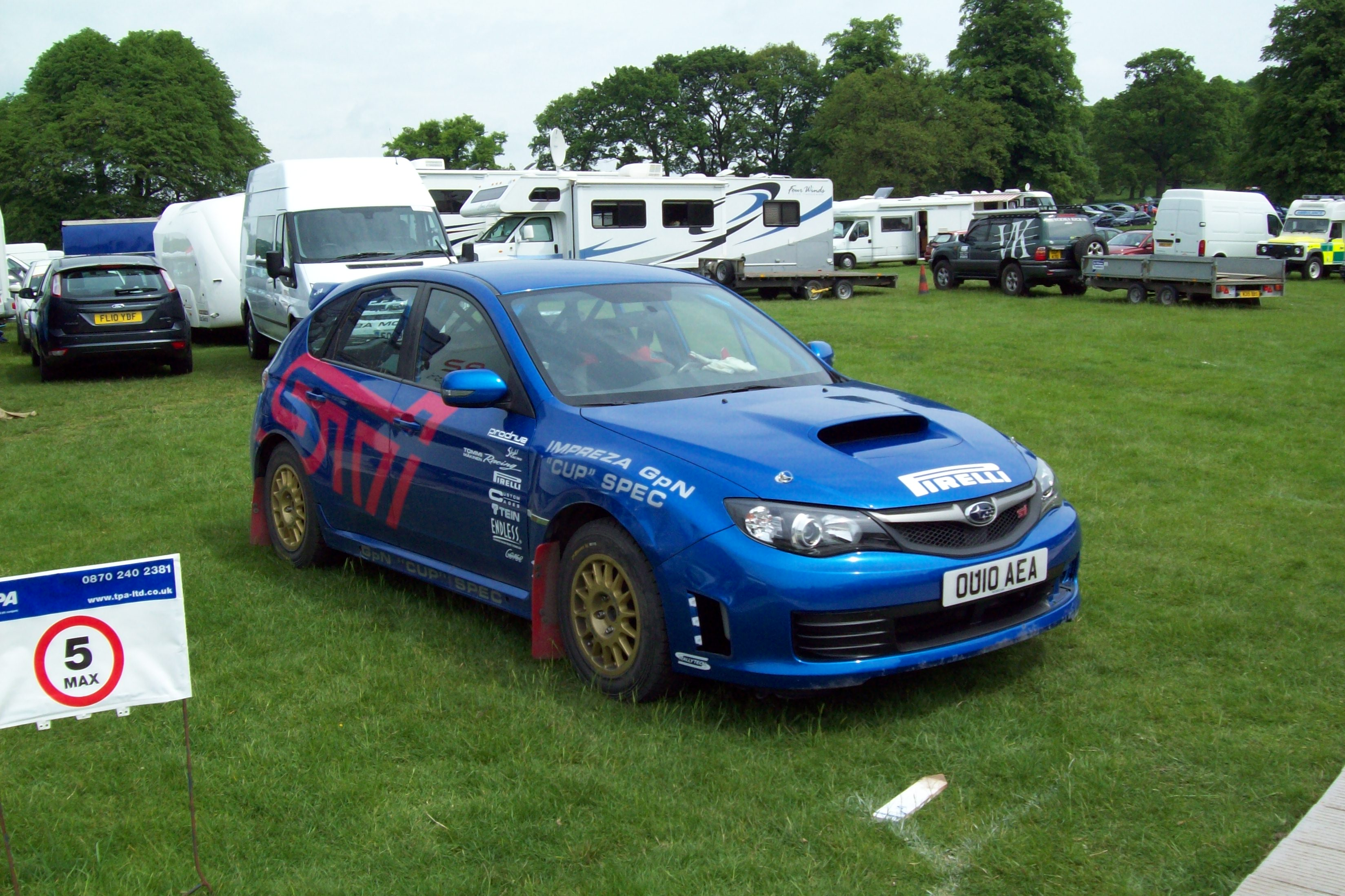
スバル・インプレッサグループN仕様（2010年）

グループNは、自動車レースに使用する競技車両のカテゴリーの1つ。

## 概要

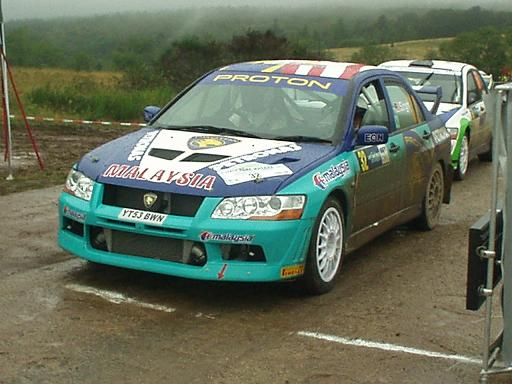
ラリー・ドイチュラントのプロトン・パート（2004年）

1981年に国際自動車連盟（FIA）の下部組織だった国際自動車スポーツ連盟（FISA）によって、それまで1から8の数字によって形成されていたレギュレーション（国際スポーツ法典・付則J項）を、AからF・N・Tという8つのアルファベットへ簡略化したものの1つで、グループ1を置き換える形で誕生した。部門Ⅰ（量産車部門）に所属し、「プロダクションカー（無改造車）」と定義される。一般の市販車にレース用の改造を施すという点でグループAやグループBと同じだが、その改造範囲は狭く、FIAで最も市販車に近い規定である。
連続した12か月間に2,500台以上（1993年より．それ以前は5,000台以上）生産された4座席以上の車両で、グループAのホモロゲーションを取得した車がホモロゲーションの対象となる。つまりグループNホモロゲーション取得車は、同時にグループAホモロゲーション取得車である。なおプロダクションカー世界ラリー選手権（PWRC）では参戦車種を増やすための特例として、生産台数が1,000台以上ならホモロゲーション取得が認められていた。生産を中止した日から7年後に250台未満の製造であった場合公認は無効となる。
排気量1,400 cc以下は"N1"、1,401 - 1,600 ccは"N2"、1,601 - 2,000 ccは"N3"、2,000 cc以上は"N4"にそれぞれ分類される。ただし過給機付は排気量に1.7倍を乗じた数を適用する。なお初期のスーパー2000規定車両は便宜上N4に分類されていた。
エンジンはインテーク/エキゾーストマニホールド、ターボチャージャー、ラジエーター、インタークーラー、オルタネーター、ウォーターポンプといった機器類も一切が市販車と同一のものが求められる。加えて排気量・最低車重・使用ホイール径・幅・前後最低地上高・前後最大トレッド、駆動形式、サスペンションの形式やストローク量なども車種毎に申請されたホモロゲーションシートの数値を遵守することが求められるため、ベース車となる市販車そのものの性能の高さが要求される。一方で消火機器やロールケージの装備といった一通りの安全対策に加え、座席の取り外し、サスペンション、ショックアブソーバー、ブレーキ類（ブレーキパッドやブレーキキャリパー、ディスクローター、ブレーキホース）などの素材の変更、エンジンコントロールユニットのチューニングなどができるため、「市販車」というにはほど遠い部分も多い。ベースエンジンの強化とエンジンチューニングにより、2008年時点で馬力自体は吸気リストリクターの装着でベースの市販車を下回る250馬力程度ながら、速さは初期のWRカー以上、トルクは2000年代半ばのWRカー並の600 Nm(約61.2 kgf・m)にも達していたという。また2000年代末期のPWRCではインタークーラーの変更やエンジンオイルクーラー、トランスミッションオイルクーラーの取り外し、フロアガードの素材変更、ブレース（筋交い）類の省略など改造範囲が拡大され、同一車両において各コンストラクターによる開発競争が過熱した。

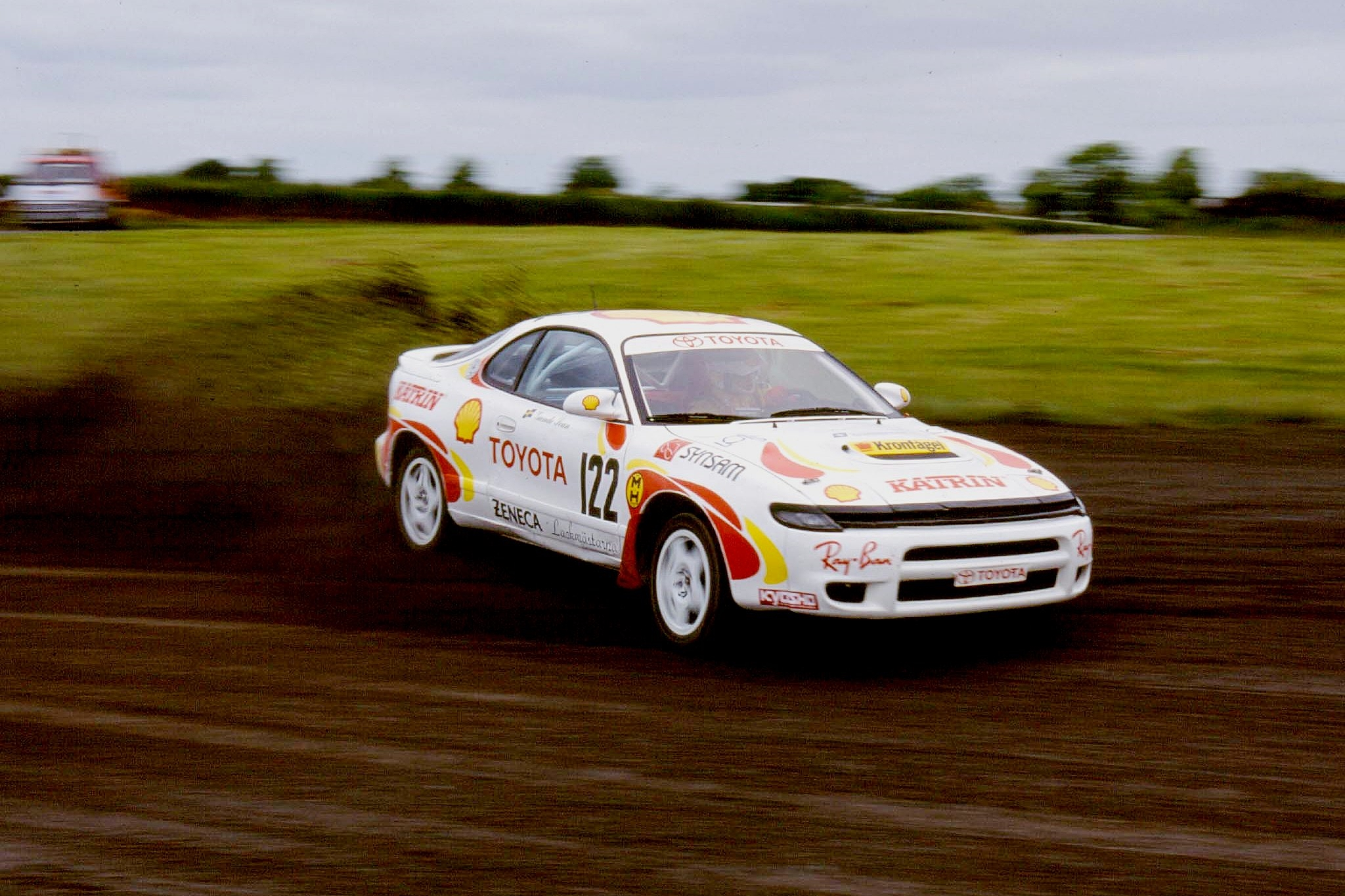
欧州ラリークロス選手権のトヨタ・セリカ GT Four（1994年）

1987年にWRCでプロダクションカップが創設されると、ランチア・デルタ HF インテグラーレ、日産・パルサーGTI、マツダ・323 4WD ターボ、トヨタ・セリカ GT-FOUR、フォード・シエラ コスワース 4WD/エスコート RS コスワースといった、グループAマシンのベースとなった4WDスポーツが多数参戦した。またMRのルノー・5 GTターボも2年連続でタイトルを獲得し、1989年コートジボワールではグループN車両唯一のWRC総合優勝をも記録している。
しかし量産を続けるにはメーカーの負担が大きいグループAが衰え、大衆車でも4WDターボ化できるWRカー規定が導入された後の1990年代中期以降のグループNカップおよびPWRCは、1999年から2001年までの三菱28連勝のように、N4ではスバル・インプレッサと三菱・ランサーエボリューション（OEM供給のプロトン・パートも含む）の寡占状態となっていたため、他社の参入が難しい状況となっていた。そこでFIAはベースが大衆車でも大規模な改造を施すことでN4に匹敵する戦闘力を得られるスーパー2000規定を作り、2007年から同カテゴリに編入した。このときにグループN1〜N3は廃止され、R1〜R3に代替された。
しかし今度はスーパー2000にN4が太刀打ちするのが難しくなってしまったため、両者は2010年から別カテゴリ（PWRCとSWRC）に分けられることになった。2013年に両カテゴリは統合されてWRC2となるが、グループNにはプロダクションカップが設定された。

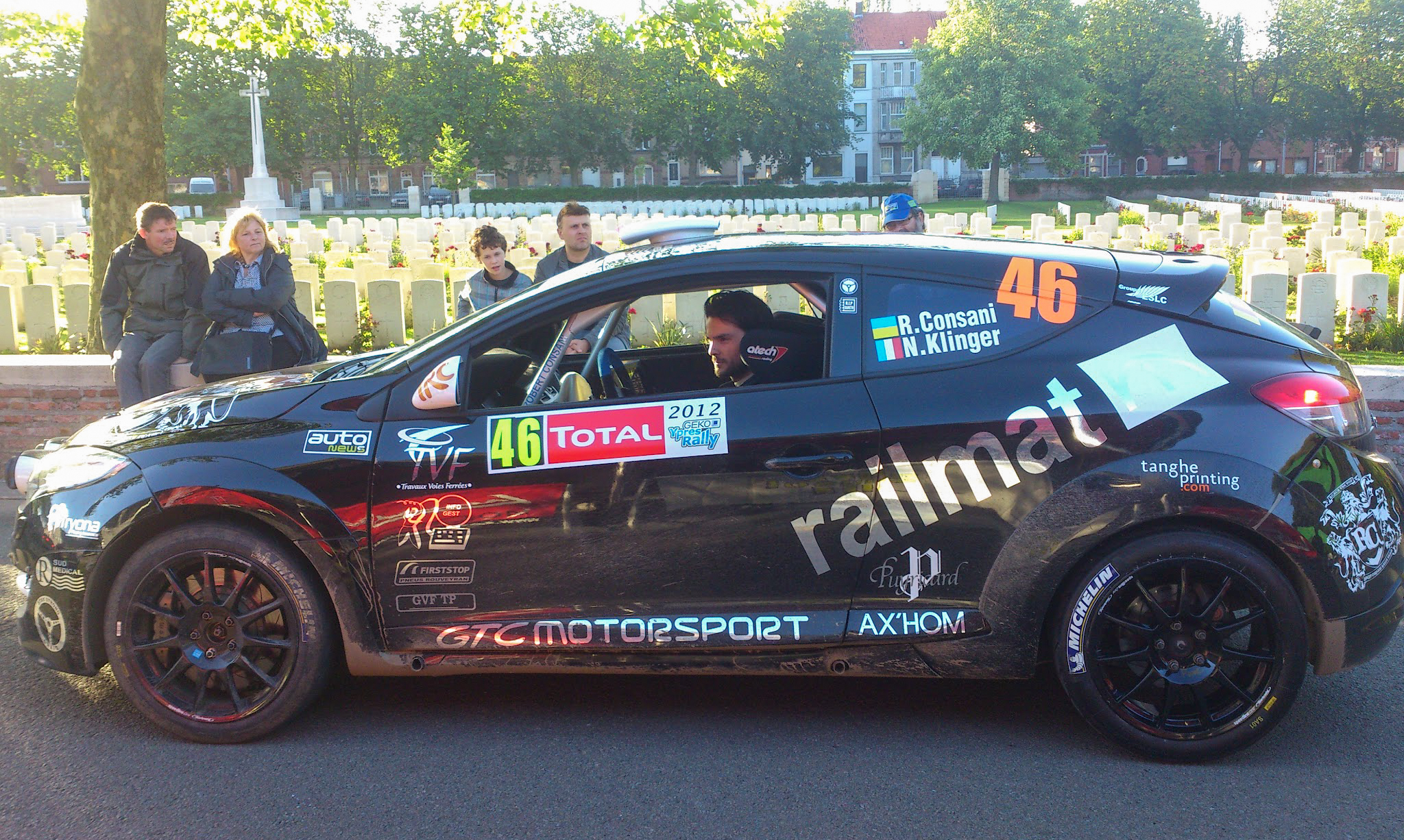
ERCのルノー・メガーヌ R.S.のN4仕様（2012年）

2010年ERC（ヨーロッパ・ラリー選手権）では、前輪駆動でターマック（舗装路）限定ながら、久々にグループN4の新車となるルノー・メガーヌが投入された。
IRCやERC、APRCなどでは、N4の改造範囲（サスペンションの変更や軽量化・冷却性能の向上）を広げたグループR4を誕生させて、両者の戦闘力の均衡を図った。だが結局R4の戦闘力はスーパー2000に並ぶには至らないまま、スーパー2000はグループR5に代替されるようになり、R4も2015年をもってFIA主催シリーズの欧州イベントでの使用が不可とされた。
しばらくはWRCおよびWRC2へのグループNの年間エントリーが認められていたが、実際に使用するチームは皆無であったため、2019年以降は地元チームの賞典外でしか参戦できなくなっている。
FIA管轄の地域選手権では2013年以降スーパー2000やグループR5/Rally2の下位クラス（ERC2やAPRC2など）に位置づけられている。各国ASN管轄の国内ラリー選手権（全日本ラリー選手権など）では、グループNに類似する規定で最高クラスの車両として総合優勝を争うこともあるが、こちらでもベース車両の無さからグループRallyや独自の改造車規定が進出しており、下位クラス化が進んでいる。
なおスペインには『グループN5』という独自の規定があるが、これは共通コンポーネントを量産車に組み込むという点でグループRally2キットカーと同じ規則であり、FIAのグループNとは全く異なる。
ツーリングカーレースではローカルレベルでグループAの下位クラス車両としてしばし用いられていた。90年代末期にはグループNのホモロゲーションを取得した車両に小規模な改造を加える「グループST（スーパープロダクション）」が生まれ、後のスーパー2000規定のベースとなった。

## グループNの参戦可能なレース・ラリーカテゴリ
- FIAグループNカップ（2001年まで）
- プロダクションカー世界ラリー選手権 （2012年まで）
- WRC2（2018年まで）
- インターコンチネンタル・ラリー・チャレンジ （2012年まで）
- ヨーロッパラリー選手権
- アジアパシフィックラリー選手権

以下はJAFの公認によりグループNと同等のレギュレーションの車両を用いるカテゴリ。
- スーパー耐久
- 全日本ラリー選手権

## グループNの主な車種

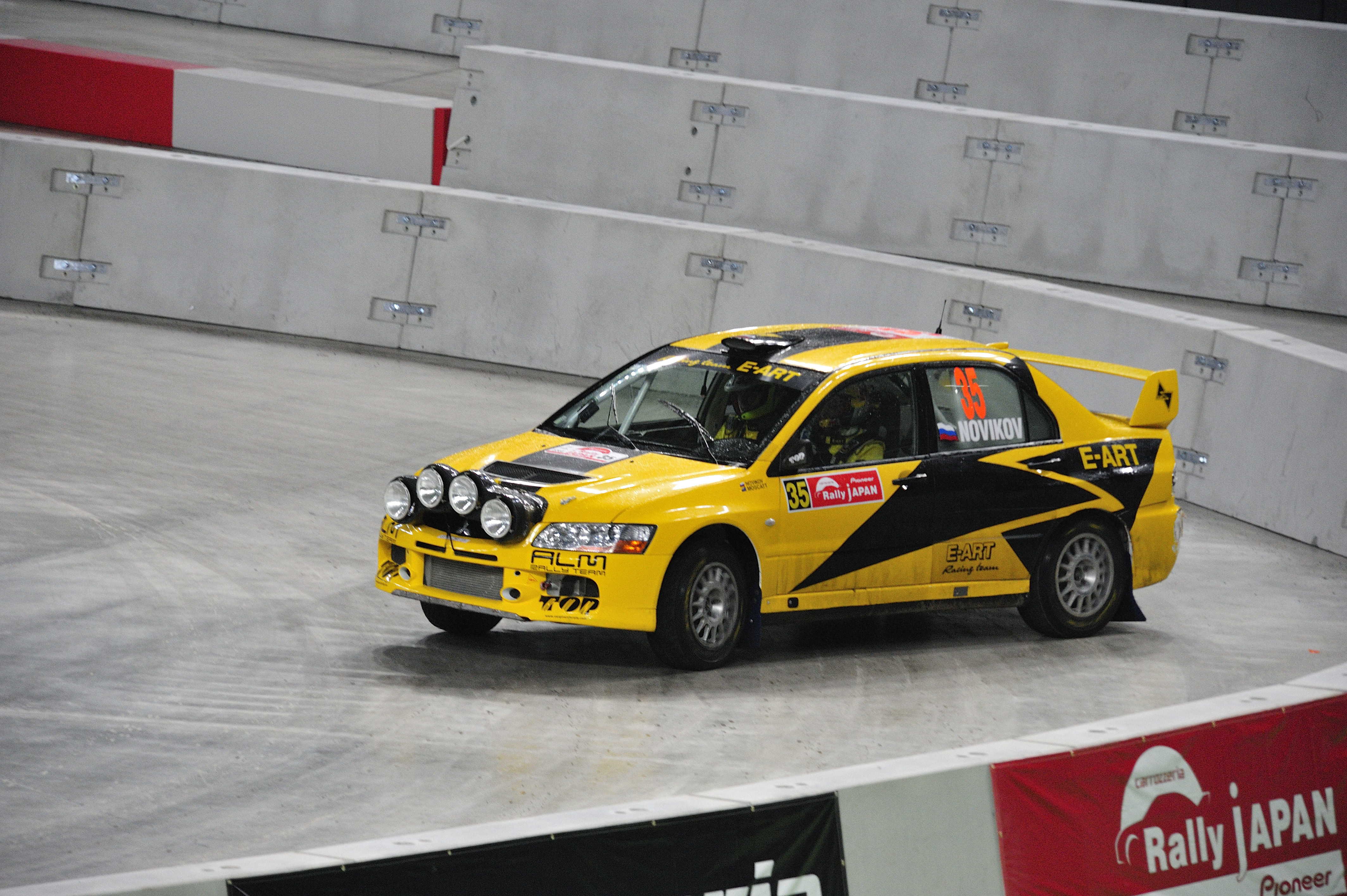
三菱・ランサーエボリューショングループN仕様（2008年）

- 三菱・ランサーエボリューション/プロトン・パート
- スバル・インプレッサWRX STI
- トヨタ・セリカ GT-FOUR
- 日産・パルサーGTI
- スズキ・スイフト
- ダイハツ・ストーリア
- ダイハツ・ブーン
- マツダ・ファミリア4WD
- ホンダ・シビックタイプR
- ランチア・デルタ
- ルノー・5ターボ
- ルノー・クリオ
- ルノー・メガーヌR.S.
- フォード・エスコートRS
- フォード・フィエスタ
- フォード・フォーカス
- シュコダ・オクタビア
- シュコダ・ファビア
- プジョー・206
- プジョー・307
- フィアット・パンダ
- フォルクスワーゲン・ポロ
- BMW・1シリーズ
- BMW・3シリーズ

以下はFIAのグループNのホモロゲーションを取得していないものの、日本自動車連盟（JAF）の公認によりグループNとほぼ同等のレギュレーションでスーパー耐久や全日本ラリー選手権等に出ている車種である。

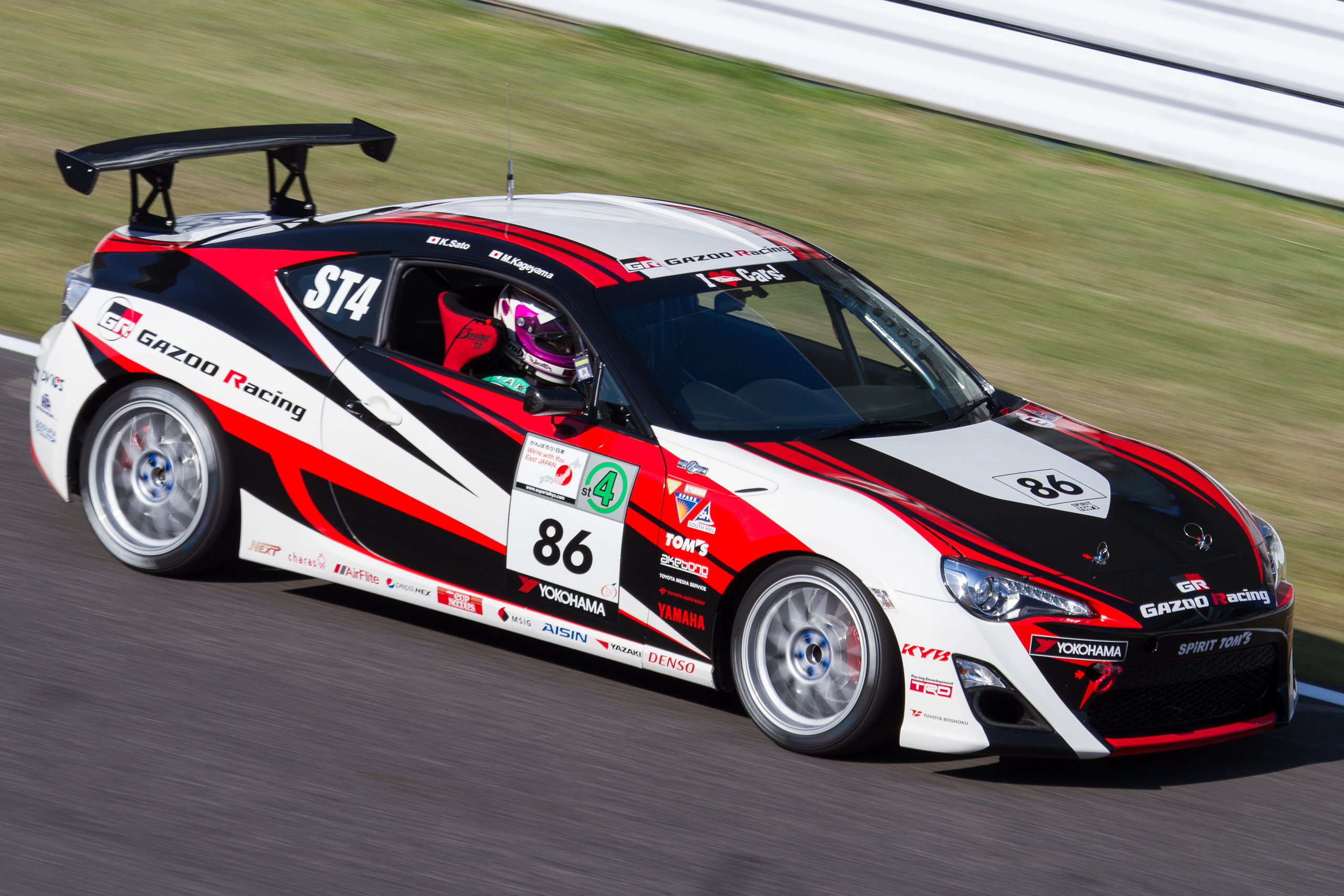
スーパー耐久ST-4クラスのトヨタ・86（2012年）

- マツダ・RX-7
- 日産・スカイライン
- ホンダ・NSX
- ホンダ・インテグラタイプR
- ホンダ・S2000
- ポルシェ・911
- BMW・Z4
- 三菱・コルト
- トヨタ・ヴィッツ
- トヨタ・マークX
- トヨタ・セリカ
- レクサス・GS350
- ホンダ・フィット
- マツダ・デミオ
- スバル・BRZ/トヨタ・86